# Encyklika
En encyklika er et paveligt dokument. Ordet er af græsk oprindelse: "rundskrivelse" eller "cirkulære". Betegnelsen blev  brugt om breve fra fyrster og højere embedsmænd, som blev spredt til så mange som muligt for at bekendtgøre love og forordninger. I dag bruges de om aktuelle dokumenter i Den katolske kirke.
Encyklikaerne består af to kategorier:
- Encyklikale skrivelser som er det højeste udtryk for pavens universelle læreembede. De er normalt adresseret til alle biskopper og troende i Den katolske kirke. I nogle tilfælde er "alle mennesker af god vilje" tilføjet, hvis det drejer sig om almenmenneskelige temaer.

- Encyklikale breve er adresseret til en speciel gruppe biskopper, normalt i et land eller en region. De berører ikke de helt centrale spørgsmål og har først og fremmest lokal relevans.

Begge kategorier er underskrevet af paven. De er næsten altid på latin med få undtagelser som Mit brennender Sorge fra 1937, som er på tysk, og Pave Pius 11.s Non abbiamo bisogno fra 1931 på italiensk
De kritiserede hhv. nazisme og fascisme. Encyklikaer får navn efter de første ord i teksten. 
Encyklikaer udsendes efter behov og antallet varierer i pontifikaterne; fx udstedte pave Pius 8. kun én, mens pave Leo 12. udstedte hele 29.